# 윤존
윤준(尹遵, ? ~ ?), 혹 윤존(尹尊)은 중국 후한 초기의 인물로, 한 경시제의 공신이다.

## 생애
경시 원년(24년), 경시제가 공신들을 이성제후왕에 봉하면서 영천군의 속현인 언(郾, 지금의 허난성 뤄허시 옌청구) 땅을 받아 언왕(郾王)에 봉해졌다. 같이 봉해진 다른 이성제후왕들과는 달리 봉건 당시의 관직에 대한 기록이 없다. 경시 2년(25년), 낙양성을 지키는 주유가 후한의 광무제에게 투항하는 과정에서, 주유 자신이 광무제 진영에 찾아가는데 만약 돌아오지 못할 경우 부하들에게 언왕에게 귀부하도록 명을 내렸었다.
이후 경시제 정권이 무너진 후에도 세력을 유지해, 건무 2년(26년)까지 광무제에게 투항하지 않았다. 광무제는 “언이 가장 강하고, 완(남양군 완현, 지금의 난양시)은 그 다음이다. 누가 그들을 치겠느냐?”했다. 이때 완은 별도의 군웅인 동흔(董訢)이 지배하고 있었다. 후한의 집금오 가복이 언을 치겠다고 나서, 광무제는 가복에게 언을, 대사마 오한에게는 완을 치게 했다. 3월, 윤준은 가복과 후한의 기도위 음식, 표기장군 유식의 공격을 받아 연전연패해 1달여 만에 광무제에게 투항했다.